# Иовлев, Анатолий Михайлович
Анато́лий Миха́йлович И́овлев (укр. Анатолій Михайлович Іовлєв; 12 апреля 1917 — 9 января 2001) — советский и украинский художник-график, заслуженный художник УССР (1985), заслуженный деятель искусств Польши, член Союза художников СССР.

## Биография
Анатолий Иовлев родился в Твери в 1917 году. Проходил обучение у художников С. Ф. Спасского и П. И. Румянцева, а во время работы в литографической мастерской научился работать с литографическим камнем и офортной доской. Позже его приняли художником в областную газету «Пролетарская правда». В 1937—1938 годах учился в Московском полиграфическом институте.
С 1938 года служил в армии в пограничных войсках. Во время Великой Отечественной войны воевал на Кавказе, в Крыму, на Украине, в Польше и Чехословакии. С 1945 года был художником-журналистом 4-го Украинского фронта «Сталинское Знамя». Некоторые его работы появлялись на страницах других изданий, в том числе «Комсомольской правды» и тбилисской «Зари Востока». В своих рисунках Иовлев показывал сцены из военной жизни, эпизоды войны и отдыха. Награждён орденом Красной Звезды и медалями.
В 1950—1970-х годах художник иллюстрировал и оформлял книги для издательств «Дніпро», «Веселка» и «Радянський письменник», работал в области станковой и книжной графики. С 1959 года принимал участие в республиканских выставках, а начиная с 1963 года — всесоюзных, его работы неоднократно экспонировались за рубежом.
У Иовлева было несколько персональных выставок, в том числе «А. М. Иовлев. Четвёртый Украинский фронт. Зима-весна 1945 года» в 1983 году в Киеве. Его работы хранятся в Национальном художественном музее Украины, Луганском областном художественном музее, а также в частных коллекциях на Украине и за рубежом.

## Избранные работы
- серия «От Галича до Праги»
- серия «Через Карпаты»
- серия «Зима и весна 1945 года»
- иллюстрация и оформление книг украинских писателей.